# Condado de Todd (Kentucky)
O Condado de Todd é um dos 120 condados do estado americano de Kentucky. A sede do condado é Elkton, e sua maior cidade é Elkton. O condado possui uma área de 976 km² (dos quais 2 km² estão cobertos por água), uma população de 11 971 habitantes, e uma densidade populacional de 12 hab/km² (segundo o censo nacional de 2000). O condado foi fundado em 1820.